# Kvarnby IK
Kvarnby IK är en fotbollsklubb från Malmö som grundades 1906. Detta gör Kvarnby IK till Malmös näst äldsta idag existerande fotbollsklubb efter IFK Malmö (1899).
Kvarnbys A-lag lyckades år 2007 ta sig upp till division 4 via kvalspel genom att först slå Tosteberga med 1-4 och sedan Treby med 5-3 (3-1)(2-2) i ett dubbelmöte. Detta var första gången som Kvarnby IK tog sig upp till division 4.
Året därpå (2008) tog man sig som nykomlingar i Div. 4 upp till division 3, åter igen genom en kvalserie. Kvalserien bestod av fyra lag (BW90, Perstorp, Kulladal och Kvarnby IK). Första matchen förlorade man borta mot BW90 med 1-0, man vann sedan den andra matchen mot Perstorp på hemmaplan med 2-1 och i den tredje och direkt avgörande matchen (alla lagen stod på 3p och +/-0 i målskillnad) slog man Kulladal med 5-0.
Ett år senare (2009) lyckades man åter igen ta sig ett steg högre upp i seriesystemet genom att vinna Division 3 södra Götaland. Detta var första gången sedan 1961 som Kvarnby IK lyckats vinna en serie.  2010 spelade man i Division 2 Södra Götaland och hamnade på en fjärde plats och spelade därför även 2011 i Division 2.
Efter nio säsonger i Division 2 trillade Kvarnby IK ur tvåan efter kvalspel och sammanlagt 1-3 mot Falkenbergslaget Stafsinge IF. Istället för ett 10-årsjubileum i Division 2 fick KIK börja om i Division 3 2019. Säsongen i Division 3 blev allt annat än Kvarnby IK hade tänkt sig och efter en poängmässigt usel säsong trillade laget ner i Division 4 till 2020. Säsongen 2020 blev inte alls vad någon hade hoppats på, på grund av covid-19 pandemin som förlamade hela samhället. Till slut kunde en enkel säsong spelas under hösten i samtliga serier från Division 2 och neråt. Trots en mycket bra start av Kvarnby IK kunde en tredje raka degradering skrivas ned när säsongen summerades och till 2021 är Kvarnby IK nere i Division 5.

## Klubblokaler
- 1984-1994 Hohögs Skola
- 1994-2010 Husiegård
- 2010- Bäckagårdens Idrottsplats

## Spelartrupp 2018
Spelartruppen aktuell per den 28 augusti 2018 
| Nr | Land    | Pos | Namn                    |
| -- | ------- | --- | ----------------------- |
| 1  | Sverige | MV  | Kevin Alin              |
| 2  | Sverige | F   | Simon Thoresson         |
| 3  | Sverige | F   | Alexander Friberg       |
| 5  | Sverige | F   | Philip Tran             |
| 6  | Sverige | MF  | Emil Grimbe (Kapten)    |
| 7  | Sverige | MF  | Ludvig Johansson        |
| 8  | Sverige | MF  | Sebastian Lundin        |
| 9  | Sverige | MF  | Edrisa Jallow           |
| 10 | Sverige | A   | Alexander Engbe         |
| 11 | Sverige | F   | Francis Mensah          |
| 12 | Sverige | A   | Terry Adadevoh Svensson |
| 14 | Sverige | MF  | Oskar Zubac             |

| Nr | Land      | Pos | Namn                |
| -- | --------- | --- | ------------------- |
| 15 | Sverige   | MF  | Jesper Örnberg      |
| 16 | Sverige   | MF  | Mirlind Mejzinolli  |
| 17 | Sverige   | A   | John Ekeh           |
| 18 | Sverige   | MF  | Tim Hansson         |
| 19 | Sverige   | A   | Samir Zadran        |
| 20 | Sverige   | F   | Max Andersson Sääf  |
| 22 | Sverige   | MV  | Tobias Elofsson     |
| 23 | Sverige   | F   | Oscar Vilas Nilsson |
| 24 | Sverige   | F   | Axel Olin           |
| 25 | Frankrike | A   | Hanse Kelly Naounou |
| 99 | Sverige   | MV  | Martin Hultman      |

### Ledarstab
Ledarstaben aktuell per den 21 januari 2021 
| Namn               | Roll                          |
| ------------------ | ----------------------------- |
| Ulf Jansson        | Huvudtränare                  |
| Max Andersson Sääf | Spelande-Assisterande tränare |
| Johan Persson      | Assisterande tränare          |
| Per Runfors        | Målvaktstränare               |

## Kända spelare
- Rawez Lawan
- Robin Andersson
- Filip Helander
- Melvin Frithzell
- Anton Kralj
- Johan Brannefalk
- Felix Hörberg

## AC Kvarnby
AC Kvarnby var ett farmarlag till Kvarnby IK som spelade seriespel i Division 6 och division 7 åren 2014-2023. Laget var ursprungligen Kvarnby IK C, men ville spela i Division 7 och fick tillåtelse att bryta sig ur moderklubben. 